# Папужець рожевоголовий
Папужець рожевоголовий (Psittacula roseata) — вид папугоподібних птахів родини Psittaculidae. Поширений у Південній та Південно-Східній Азії.

## Поширення
Ареал виду лежить, починаючи від Непалу, на схід через передгір'я Гімалаїв до північно-східної Індії та на південь до східного Бангладеш, далі через більшу частину М'янми та провінцію Юньнань (Китай) до Таїланду, Камбоджі та півдня В'єтнаму. Іторично траплявся у провінціях Гуансі та Гуандун на півдні Китаю, але вимер там. Також рідкісним став у Лаосі та на півночі В'єтнаму. Населяє не надто густі ліси, савани, культивовані території до 1500 метрів над рівнем моря. Його часто можна знайти в лісових залишках поблизу храмових комплексів.

## Опис
Розовоголовий папужка досягає розміру 30 см. У дорослого самця лоб, щоки і вушні раковини рожеві. Верх голови і шия світло-синьо-фіолетові. Підборіддя і широка смуга вздовж нижньої частини щік чорні. Шия ззаду оточена тонкою чорною лінією. На внутрішніх середніх надкрилах видно коричнево-червонувате поле. Довгі центральні пір'я хвоста блакитні з жовтими кінчиками. Бічні пера хвоста жовтувато-зелені зі світло-жовтими кінчиками. Наддзьобок помарнчево-жовтий, нижній темно-сірий. Райдужка світло-жовта. Ноги зеленувато-сірі. У дорослої самиці голова тьмяно-блакитна. Тонка тьмяна жовтувато-зелена смуга проходить навколо горла та шиї. На плечах є маленька червона цятка. Наддзьобок жовтий. Нижній дзьоб темно-сірий.

## Спосіб життя
Папужець рожевоголовий є осілим птахом і місцевим кочівником. Утворює зграї до 20 особин. Іноді його можна побачити в компанії з Psittacula alexandri. Дієта складається з насіння, фруктів, квітів і бруньок. У деяких регіонах шукає їжу в садах і на рисових полях. Про його поведінку при розмноженні відомо небагато. У М'янмі сезон розмноження триває з березня по травень. Розмір яєць 25,1 × 21,0 мм.